# Edita Vilkevičiūtė
Edita Vilkevičiūtė (* 1. Januar 1989 in Kaunas) ist ein litauisches Model.
Im Alter von 16 Jahren wurde sie bei einem Model-Casting entdeckt und kam dann bei der Agentur Model Management unter Vertrag. Als Laufsteg-Model lief sie für Chanel, Louis Vuitton oder Dolce & Gabbana. Von 2008 bis 2010 wirkte sie an den Victoria’s Secret Fashion Shows mit. 2012 wurde sie für den Pirelli-Kalender fotografiert. Als Covergirl war sie auf internationalen Ausgaben der Vogue und Elle zu sehen.